# 曹国智
曹国智（1915年—1999年10月15日），女，湖南长沙人，中华人民共和国教育工作者、政治人物，曾任湖南省政协副主席，第三届全国人大代表。

## 生平
1933年考入北平师范大学历史系。1935年加入中国共产党。1937年7月毕业后，在长沙、沅陵等地从事抗日救亡活动。1950年后，历任湖南省教育厅科长、教育研究室主任。文化大革命期间曾在洞庭湖畔汉寿县五七干校劳动。1973年回到省教育厅工作，任教材教学研究室副主任。1980年，任湖南省教育厅教育科学研究所所长。1983年4月至1988年1月，担任湖南省政协副主席。

## 家庭
兄长是曹国枢，兄弟有曹国和、曹国果，丈夫是萧敏颂。